# Vitol
El Grupo Vitol es una compañía global de comercialización de energía y productos básicos que fue fundada en Róterdam en 1966 por Henk Viëtor y Jacques Detiger. Si bien el comercio físico, la logística y la distribución se encuentran en el centro del negocio, estos se complementan con refinación, embarque, terminales, exploración y producción, generación de energía, minería y negocios minoristas. 

## Filiales
Vitol tiene 40 oficinas en todo el mundo y sus operaciones más grandes se encuentran en Ginebra, Houston, Londres y Singapur. Con ingresos de $ 152 mil millones en 2016, es el operador de energía independiente más grande del mundo, y ocuparía el octavo lugar en la lista de Fortune Global 500. 
Debido a que Vitol no publica sus ganancias ampliamente, al igual que la mayoría de sus competidores en el comercio de productos básicos, en gran medida está excluida de las clasificaciones, pero la compañía proporciona información financiera a sus prestamistas y algunos grupos de energía con los que comercia. 

## Transporte
La compañía envía más de 350 millones de toneladas de petróleo crudo por año y controla 250 superpetroleros y otros buques para moverlo por todo el mundo. En promedio, maneja más de 7 millones de barriles por día de petróleo y productos, aproximadamente el equivalente al consumo diario de Japón, el tercer consumidor mundial de petróleo después de Estados Unidos y China.
Vitol es una empresa privada que pertenece significativamente a una proporción de sus empleados, que son conocidos por su cultura de privacidad y secreto, tanto de la competencia como del público en general. En marzo de 2015, el Financial Times sugirió que Vitol parecía hacer una distribución de dividendos de $ 1.2 mil millones.

## Actividades
Además de los negocios globales de crudo y comercialización de productos, la compañía comercializa carbón, gas natural, energía, etanol, metanol, gasolina, GNL, GLP, nafta, betún, aceites base y emisiones de carbono. 

## Terminales e infraestructura
En total, Vitol tiene alrededor de 16 millones de metros cúbicos de capacidad de almacenamiento en todo el mundo. 